# Село санатория имени Чехова
Село санатория имени Чехова (баш. Чехов А.П. исемендәге шифахана ауылы) находится в Воздвиженском сельсовете муниципального района Альшеевский район Республики Башкортостан России. Живут русские (2002).

## Население
| 2002 | 2009 | 2010 |
| ---- | ---- | ---- |
| 214  | ↘202 | ↘168 |

Согласно переписи 2002 года, преобладающая национальность — русские (48 %).
Историческая численность населения: в 1920 — 30 чел.; 1939—404;1959 — 434; 1989—215; 2002—214; 2010—168.

## Географическое положение
Расстояние до:
- районного центра (Раевский): 47 км,
- центра сельсовета (Воздвиженка): 5 км,
- ближайшей железнодорожной станции (Аксеново): 12 км.

Расположено на р. Гайны (приток р. Дёмы)

## Природа
Находящиеся около селения посадки лиственницы (1911) в Альшеевском лесничестве являются памятником природы.

## История
Основано в начале XX в. на территории Белебеевского уезда как посёлок при Андреевской кумысолечебнице. С 1920‑х гг. фиксируется как п. Курорта им. А. П. Чехова. С 1930‑х гг. - посёлок санатория имени Чехова. В 2005 году сменился статус: посёлок стал селом.
Статус село, сельского населённого пункта, посёлок приобрёл, одновременно с 5 другими посёлками района, согласно Закону Республики Башкортостан от 20 июля 2005 года N 211-з «О внесении изменений в административно-территориальное устройство Республики Башкортостан в связи с образованием, объединением, упразднением и изменением статуса населенных пунктов, переносом административных центров», ст.1

5. Изменить статус следующих населенных пунктов, установив тип поселения — село:

…

3) в Альшеевском районе:

а) поселка Демского отделения Раевского совхоза Кармышевского сельсовета;

б) поселка санатория имени Чехова Воздвиженского сельсовета;

в) поселка сельхозтехникума Аксеновского сельсовета;

г) поселка Тавричанка Кызыльского сельсовета;

д) поселка совхоза «Шафраново» Нижнеаврюзовского сельсовета;

## Инфраструктура
Курорт Чехово, начальная школа (филиал Воздвиженской средней школы), фельдшерско-акушерский пункт.